# Mezihorská

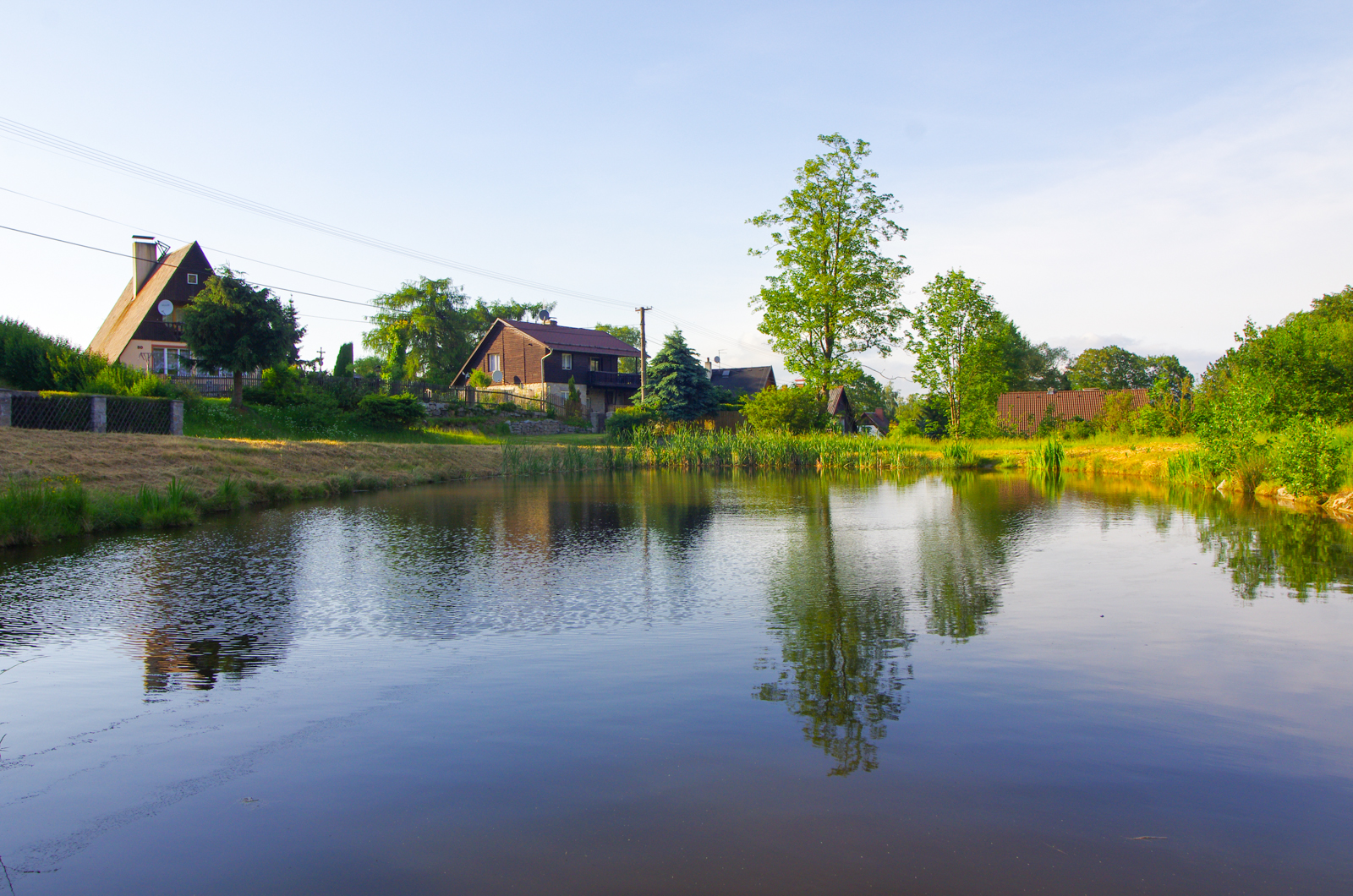
Ortsansicht

Mezihorská (deutsch Kührberg) ist eine Ortslage von Jindřichovice in Tschechien.

## Geographische Lage
Der Ort liegt im westlichen Erzgebirge, südlich der Verbindungsstraße 222 von Jindřichovice nach Chodov in einer Höhenlage von 600 m n.m.

## Geschichte
Die erste schriftliche Erwähnung von Kührberg stammt aus dem Jahr 1454 als Lehen der Burg Elbogen. 1847 zählte der Ort 63 Häuser mit 440 Einwohnern. Abseits befand sich eine Mühle die sogenannte Lochmühle mit einer Brettsäge. Bis zur Aufhebung der Patrimonialgerichtsbarkeit 1848/49 war der Ort der Herrschaft Elbogen zugehörig. 1878 wurde Kührberg eine unabhängige Gemeinde. Kirchlich war Kührberg zur Pfarrkirche St. Martin in Heinrichsgrün gepfarrt.
Nach dem Münchner Abkommen wurde der Ort dem Deutschen Reich zugeschlagen und gehörte bis 1945 zum Landkreis Elbogen. Von 1948 bis 1950 trug der Ort den tschechischen Namen Kostelní und heißt erst seit 1950 Mezihorská. Seit der Vertreibung der meist deutschen Bevölkerung wird der Ort heute vorwiegend als Wochenendsiedlung genutzt. Es gibt mehrere Bauten, so Daniela und Pod břízami. Im Jahr 1960 wurde Mezihorská nach Jindřichovice eingemeindet.

### Einwohnerentwicklung
| Jahr | Einwohnerzahl |
| ---- | ------------- |
| 1869 | 435           |
| 1880 | 462           |
| 1890 | 461           |
| 1900 | 462           |
| 1910 | 438           |

| Jahr | Einwohnerzahl |
| ---- | ------------- |
| 1921 | 387           |
| 1930 | 375           |
| 1950 | 55            |
| 1961 | 25            |
| 1970 | 1             |

| Jahr | Einwohnerzahl |
| ---- | ------------- |
| 1980 | 0             |
| 1991 | 0             |
| 2001 | 18            |
| 2011 | 31            |